# Жозеф Фурије
Жан Батист Жозеф Фурије (фр. Jean-Baptiste Joseph Fourier; Оксер, 21. март 1768 — Париз, 16. мај 1830) био је француски математичар и физичар рођен у Осеру, а познат је по истраживању Фуријеових редова и њихове примене на проблеме преноса топлоте и вибрација. У његову част су названи Фуријеова трансформација и Фуријеов закон. Фуријеу се, такође, приписује откриће ефекта стаклене баште.
Син кројача, остао је сироче у осмој години. Школовање је започео у једном бенедиктинском манастиру а затим прешао у војну школу. Касније приступа Високој школи (École normale supérieure). Имао је за професоре Лапласа и Лагранжа. Године 1797. добија катедру у Политехничкој школи. Учествовао је у Француској револуцији. Прати Наполеона у Египат 1798. и добија високо место дипломате. Постаје секретар Египатског института. Враћа се у Француску 1801. године, да би се 1816. преселио у Париз. Постаје члан Академије наука (Académie des sciences) 1817. године, а 1826. члан Француске академије (Académie française) на позицији 5. Умире у Паризу 1830. године. Универзитет Жозеф Фурније у Греноблу је назван по њему.

## Биографија
Фурије је рођен у Осеру (сада у департману Јон у Француској), као син кројача. Он је остао сироче са девет година. Фурије је препоручен бискупу Осера и захваљујући томе је образован од стране бенедиктинског реда самостана Светог Марка. Комисије у научном корпусу војске биле су резервисане за оне угледног рода, што га је чинило неподобним, те је прихватио војно предавање из математике. Он је имао проминентну улогу у свом округу у промовисању Француске револуције, служећи у локалном Револуционарном комитету. Накратко је био у затвору током терора, али је 1795. постављен у Нормалну школу и потом је наследио Жозефа Луја Лагранжа на Политехничком универзитету.
Фурије је пратио Наполеона Бонапарту у његовој Египатској експедицији 1798. године, као научни саветник, и био је именован за секретара Египатског института. Одсечен од Француске британском флотом, организовао је радионице на које је француска војска морала да се ослања за своју ратну муницију. Такође је допринео са неколико математичких радова Египатском институту (који се назива и Каирски институт) који је Наполеон основао у Каиру, са циљем да ослаби британски утицај на Истоку. После британских победа и капитулације Француза под генералом Менуом 1801. године, Фурије се вратио у Француску.
Године 1801, Наполеон је именовао Фуријеа префектом (гувернером) департмана Изер у Греноблу, где је надгледао изградњу путева и друге пројекте. Међутим, Фурије се раније вратио кући са Наполеонове експедиције у Египат да би поново преузео своју академску позицију као професор на Политехничкој школи, када је Наполеон одлучио другачије у својом напоменом
... како је недавно умро префект департмана Изер, желео бих да изразим своје поверење у грађанина Фуријеа тако што ћу га поставити на ово место.
Пошто је био веран Наполеону, преузео је дужност префекта. У Греноблу је почео да експериментише са ширењем топлоте. Свој рад О ширењу топлоте у чврстим телима представио је Париском институту 21. децембра 1807. Такође је допринео монументалном Опису Египта.
Фурије се никада није женио.
Године 1830, његово нарушено здравље почело је да узима данак:
Фурије је већ доживео, у Египту и Греноблу, неке нападе анеуризма срца. У Паризу је било немогуће погрешити у погледу примарног узрока честих гушења која је доживљавао. Међутим, пад, који је претрпео 4. маја 1830. док се спуштао низ степенице, погоршао је болест у већој мери од онога чега се икад могао бојати.
Убрзо након овог догађаја, умро је у свом кревету 16. маја 1830. године.

## Радови
Године 1822. објављује Аналитичку теорију топлоте (Théorie analytique de la chaleur), у којој је своје расуђивање засновао на Њутновом закону хлађења, наиме, да је проток топлоте између два суседна молекула пропорционалан изузетно малој разлици њихових температура. Ова књига је преведена, са уредничким 'исправкама', на енглески 56 година касније од стране Фримана (1878).. Књигу је такође уредио Дарбу, са многим уредничким исправкама, и поново је објављена на француском 1888. године.
Приписује му се откриће које је објавио у есеју из 1824. да атмосферски гасови могу да повећају површинску температуру на Земљи. Овај ефекат ће касније бити назван ефекат стаклене баште. Успоставио је концепт енергетског баланса планета. Између 1822. и 1829. објављује Извештај о напретку математике.